# Pedicularia californica
Pedicularia californica är en snäckart som beskrevs av Wesley Newcomb 1864. Pedicularia californica ingår i släktet Pedicularia och familjen Ovulidae. Inga underarter finns listade i Catalogue of Life.